# Rumunsko na Letních olympijských hrách 1964
Rumunsko se účastnilo Letní olympiády 1964 v japonském Tokiu. Zastupovalo ho 138 sportovců (108 mužů a 30 žen) ve 13 sportech.

## Medailisté
| Medaile | Jméno                                                      | Sport             | Soutěž                            |
| ------- | ---------------------------------------------------------- | ----------------- | --------------------------------- |
| Zlato   | Jolanda Balașová                                           | Atletika          | Ženy skok vysoký                  |
| Zlato   | Mihaela Peneșová                                           | Atletika          | Ženy hod oštěpem                  |
| Stříbro | Andrei Igorov                                              | Kanoistika        | Muži C1 1 000 m                   |
| Stříbro | Hilde Lauer                                                | Kanoistika        | Ženy K1 500 m                     |
| Stříbro | Ion Tripșa                                                 | Sportovní střelba | Muži 25 metrů rychlopalná pistole |
| Stříbro | Valeriu Bularca                                            | Zápas             | muži řecko-římský do 70 kg        |
| Bronz   | Lia Manoliuová                                             | Atletika          | Ženy hod diskem                   |
| Bronz   | Aurel Vernescu                                             | Kanoistika        | Muži K1 1 000 m                   |
| Bronz   | Simion Cuciuc Atanase Sciotnic Mihai Țurcaș Aurel Vernescu | Kanoistika        | Muži K4 1 000 m                   |
| Bronz   | Hilde Lauer Cornelia Sideri                                | Kanoistika        | Ženy K2 500 m                     |
| Bronz   | Dumitru Pârvulescu                                         | Zápas             | muži řecko-římský do 52 kg        |
| Bronz   | Ion Cernea                                                 | Zápas             | muži řecko-římský do 57 kg        |